# District de Namjeju
Le district de Namjeju (Jeju du Sud) était un district de la province de Jeju, en Corée du Sud avant sa fusion avec la ville de Seogwipo en 2006.